# مايك بوتو
مايك بوتو (بالإنجليزية: Mike Poto)‏ هو لاعب كرة قدم زامبي في مركز حراسة المرمى، ولد في 15 يناير 1981 في زامبيا. شارك مع منتخب زامبيا لكرة القدم. أما مع النوادي، فقد لعب مع غرين بافالوز.

## وصلات خارجية
- مايك بوتو على موقع قاعدة بيانات كرة القدم.إي يو (الإنجليزية)
- مايك بوتو على موقع ناشيونال فوتبول تيمز (الإنجليزية)